# Sojus 7
Sojus 7 ist die Missionsbezeichnung für einen am 12. Oktober 1969 gestarteten Flug eines sowjetischen Sojus-Raumschiffs. Es war der 15. Flug im sowjetischen Sojusprogramm.

## Besatzung

### Startbesatzung
- Anatoli Wassiljewitsch Filiptschenko (1. Raumflug), Kommandant
- Wladislaw Nikolajewitsch Wolkow (1. Raumflug), Bordingenieur
- Wiktor Wassiljewitsch Gorbatko (1. Raumflug), Bordingenieur

Gorbatko stammte aus der ersten Kosmonautengruppe der Sowjetunion, Filiptschenko aus der zweiten Gruppe von Piloten. Dies war das erste Mal, dass sich ein Mitglied der ersten Gruppe einem Kommandanten unterordnen musste, der später ausgewählt worden war. Wolkow war erst 1968 zum Kosmonautenkorps gestoßen. Im Gegensatz zu den übrigen Kosmonauten von Sojus 6, 7 und 8 war er zuvor keiner Ersatzmannschaft zugeteilt gewesen.
Die Mannschaft begann ihr Training am 10. April 1969.

### Ersatzmannschaft
- Wladimir Alexandrowitsch Schatalow
- Alexej Stanislawowitsch Jelissejew
- Pjotr Iwanowitsch Kolodin

Als Ersatzleute für Sojus 6, Sojus 7 und Sojus 8 waren ursprünglich Kuklin, Gretschko, Chrunow und Kolodin nominiert. Im Sommer 1969 gab es jedoch einschneidende Änderungen. Kuklin wurde nach einem Zentrifugentest als nicht flugtauglich eingestuft, und Chrunow wegen eines Autounfalls mit Fahrerflucht aus der Mannschaft genommen. Nachdem Schatalow und Jelissejew als Besatzung für Sojus 8 nachrückten, wurden sie auch als Ersatzmannschaft für Sojus 7 eingeteilt.

## Vorbereitung
Nach dem erfolgreichen Doppelflug von Sojus 4 und Sojus 5 war erstmals nun ein Dreifachflug mit Sojus 6, Sojus 7 und Sojus 8 geplant. Im Unterschied zur vorigen Mission war dabei ein Umstieg von einem Raumschiff in das andere nicht vorgesehen. Neu dabei war, dass Kopplung und Abkopplung von einem dritten Raumschiff aus gefilmt werden sollten. Als Annäherungssystem war zuerst das Kontakt-Gerät vorgesehen. Da dieses jedoch noch nicht fertig war, wurde auf das bestehende System Igla zurückgegriffen.
Während der Vorbereitung zu diesem Flug gelang den USA mit Apollo 11 die erste bemannte Mondlandung, bei drei Flügen waren Astronauten vom Apollo-Raumschiff durch einen Tunnel in die Mondfähre umgestiegen.
Noch nie zuvor waren drei Raumschiffe gleichzeitig im All gewesen. Hinsichtlich Bahnverfolgung und Funkverkehr stellte das neue Anforderungen an die sowjetischen Bodenstationen. Wie üblich erfolgte der Funkverkehr über UKW während die Raumschiffe über der Sowjetunion waren, sonst über Kurzwelle. Zusätzlich zu den Funkstationen auf sowjetischem Gebiet wurde das Kommunikationsschiff Kosmonaut Wladimir Komarow eingesetzt.
Im September hatte es eine Ruhr-Epidemie in Baikonur gegeben. Die Kosmonauten hielten sich in isolierten Bereichen auf und nur Personen, die keine Symptome zeigten, durften sich ihnen nähern.

## Missionsverlauf

### Start
Sojus 7 startete am 12. Oktober 1969, einen Tag nach Sojus 6, aber von einer anderen Startrampe in Baikonur. Dies war erst der zweite Sojus-Start mit drei Besatzungsmitgliedern an Bord. In der Erdumlaufbahn führten die drei Kosmonauten verschiedene Erd- und Sternbeobachtungen durch.
Nachdem am Folgetag Sojus 8 gestartet war, waren erstmals drei Raumschiffe und sieben Raumfahrer gleichzeitig im Weltraum. Durch Kurskorrekturen wurden die Umlaufbahnen der drei Raumschiffe aneinander angeglichen.

### Missglücktes Kopplungsmanöver
Beim Rendezvous mit Sojus 8 am 14. Oktober spielte Sojus 7 den passiven Part. Zuerst verlief das Manöver problemlos, doch als die Raumschiffe nur noch 1 km voneinander entfernt waren, versagte das Annäherungssystem Igla.
Während die Kosmonauten auf die Freigabe der Flugleitung warteten, die Annäherung von Hand zu fliegen, drifteten die Raumschiffe zu weit ab. Anschließend befanden sie sich außerhalb der Funkreichweite der Bodenstationen, so dass der Tag ungenutzt verstrich.
Am Folgetag hatte sich die Entfernung unerwartet auf 40 km vergrößert, so dass weitere Zeit verstrich, bis die Umlaufbahnen genau bestimmt und die notwendigen Kurskorrekturen errechnet werden konnten. Als Sojus 8 nur noch 1700 m von Sojus 7 entfernt war, begann Schatalow in Sojus 8 das Rendezvous per Handsteuerung. Da aber keine Anhaltspunkte über Entfernung und Bewegung der Raumschiffe vorlag, konnte nicht präzise gesteuert werden. Auch Sojus 6 näherte sich Sojus 7 auf 800 m.
Sojus 6 landete schließlich am 16. Oktober, danach wurden zwei weitere Annäherungsversuche zwischen Sojus 8 und Sojus 7 unternommen, die jedoch ebenfalls misslangen.

### Weitere Experimente
Während der Rendezvous-Manöver mit den beiden anderen Sojus-Schiffen führten die drei Kosmonauten mit Fotoapparaten und Filmkameras Experimente zur Sichtbarkeit von Raumschiffen durch, außerdem wurden Methoden zur optischen Nachrichtenübermittlung untersucht.
Neben medizinischen Untersuchungen widmeten sich die Kosmonauten auch der Erdbeobachtung. Eines der Experimente war mit Luftaufnahmen durch ein Flugzeug vom Typ Li-2 synchronisiert.

### Landung
Die Landeskommission setzte die Rückkehr der drei Kosmonauten für den 17. Oktober an. Kopfzerbrechen bereitete eine Anzeige im Landemodul, die angab, dass das automatische Landeprogramm aktiv war. Eigentlich sollte diese Anzeige erst in einer Höhe von 11 km über dem Boden aufleuchten, keinesfalls in der Umlaufbahn, während Orbital- und Landemodul noch miteinander verbunden sind. Es schien sich um einen Fehler im System zu handeln. Nach intensiver Untersuchung von Schaltplänen entschied die Bodenstation, dass es sich um einen harmlosen Fehler handele, aber es stand zur Befürchtung, dass es auch die Auswirkung eines größeren, noch unentdeckten Fehlers handeln könnte. Die Bremszündung, der Wiedereintritt und die Landung erfolgten jedoch problemlos, fast genau 24 Stunden nach Sojus 6.

## Auswirkungen
Offiziell wurde der Dreifachflug als Erfolg gewertet. Intern war jedoch klar, dass die Mission ein Fehlschlag war. Als Schwachpunkt hatte sich das Annäherungssystem Igla erwiesen. Im Falle einer Fehlfunktion gab es keine verlässliche Möglichkeit, die Raumschiffe sicher von Hand zu steuern und zu koppeln.
Das nächste Ziel der Sowjets war nun ein Langzeitflug mit Sojus 9 sowie der Start einer Raumstation, wobei es mit Almas und DOS noch zwei konkurrierende Typen gab.

## Sonstiges
Die Fotografien, die während der Mission aufgenommen wurden, wurden bisher nicht veröffentlicht.